# Colba-Superano Ham/Saison 2015
Dieser Artikel listet Erfolge und Fahrer des Radsportteams Colba-Superano Ham in der Saison 2015 auf.

## Mannschaft
| Name                            | Geburtstag        | Nationalität | Team 2014                          |
| ------------------------------- | ----------------- | ------------ | ---------------------------------- |
| Vinnie Braet                    | 12. August 1991   | Belgien      | Sunweb-Napoleon Games Cycling Team |
| Kevin Claeys                    | 26. März 1988     | Belgien      | An Post-Chain Reaction             |
| Vincent De Boeck                | 3. Juni 1993      | Belgien      | Josan-To Win Cycling Team          |
| Jonas Degroote (ab 2. Dezember) | 17. Oktober 1995  | Belgien      | Vistamedia Hamme                   |
| Jelle Donders                   | 18. Juni 1993     | Belgien      | Rupelspurters Boom                 |
| Jeroen Goeleven                 | 4. Juli 1992      | Belgien      | Colba-Superano Ham                 |
| Egidijus Juodvalkis             | 8. April 1988     | Litauen      | Team 3M                            |
| Aron Kremer                     | 4. Mai 1989       | Niederlande  | Westland Wil Vooruit               |
| Jelle Mannaerts                 | 14. Oktober 1991  | Belgien      | Vérandas Willems                   |
| Rick Ottema                     | 25. Juni 1992     | Niederlande  | Veranclassic-Doltcini              |
| Kevin Suárez                    | 17. Oktober 1989  | Belgien      | Differdange-Losch                  |
| Kenneth Van Compernolle         | 30. März 1988     | Belgien      | CCN Metalac                        |
| Stein Van Couter (bis 1. Mai)   | 24. Oktober 1990  | Belgien      | Geldhof Jielker                    |
| Glenn Van De Maele              | 6. September 1990 | Belgien      | T.Palm-Pôle Continental Wallon     |
| Nick van der Meer               | 25. Juli 1993     | Niederlande  | Westland Wil Vooruit               |
| Thomas Van Opstal               | 20. April 1995    | Belgien      | Bianchi-Lotto-Nieuwe Hoop Tielen   |
| Quincy Vens                     | 29. April 1986    | Belgien      | Wetterse Dakwerken-Trawobo-VDM     |
| Bryan Verdoolaeghe (ab 15. Mai) | 16. November 1991 | Belgien      | KSV Deerlijk-Gaverzicht            |
| Stagiaires                      | Stagiaires        | Nationalität | Nationalität                       |
| Ruben Geerinckx                 | Ruben Geerinckx   | Belgien      | Belgien                            |